# 蒙蒂勒莱博莱
蒙蒂勒莱博莱（法語：Montureux-lès-Baulay，法語發音：[mɔ̃tyʁø lɛ bolɛ]，意为“博莱附近的蒙蒂勒”）是法国上索恩省的一个市镇，属于沃苏勒区。

## 地理
蒙蒂勒莱博莱（47°49'3"N, 5°58'51"E）面积6.34 平方千米，位于法国勃艮第-弗朗什-孔泰大區上索恩省，该省份为法国东部内陆省份，北起顺时针与孚日省、贝尔福地区省、杜省、汝拉省、科多尔省和上马恩省接壤。
与蒙蒂勒莱博莱接壤的市镇（或旧市镇、城区）包括：博莱、比菲涅库尔、桑德勒库尔、富谢库尔、瑞塞。

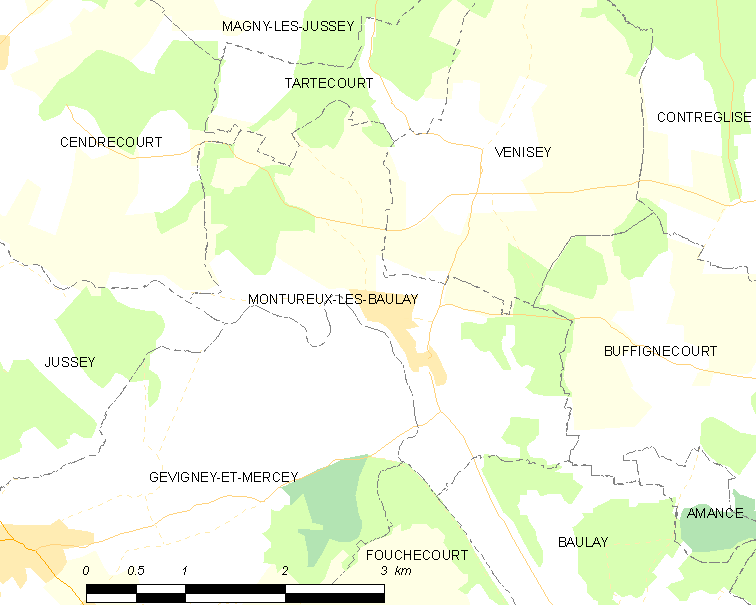
蒙蒂勒莱博莱的OSM定位图

蒙蒂勒莱博莱的时区为UTC+01:00、UTC+02:00（夏令时）。

## 行政
蒙蒂勒莱博莱的邮政编码为70500，INSEE市镇编码为70372。

## 政治
蒙蒂勒莱博莱所属的省级选区为索恩港县。

## 人口

1962-2008年间蒙蒂勒莱博莱人口变化图示

蒙蒂勒莱博莱于2022年1月1日时的人口数量为159人。